# جنگ و صلح (مجموعه تلویزیونی ۱۹۷۲)
جنگ و صلح (انگلیسی: War and Peace) یک مجموعه تلویزیونی بریتانیایی است که در سال ۱۹۷۲ منتشر شد.

## بازیگران
- آنتونی هاپکینز در نقش پیر بزوخوف
- دونالد داگلاس در نقش الکساندر یکم، امپراتور روسیه
- دیوید سوئیفت در نقش ناپلئون بناپارت
- موریس پری در نقش ژوزف فوشه
- کالین بیکر در نقش آناتول کوراگین
- آنجلا داون در نقش ماریا بالکونسکایا
- روپرت دیویس
- جوانا دیوید
- هری لاک
- هلن کوراگینا
- دونالد برتون
- مایکل بیلینگتون
- پت گورمن
- باربارا یانگ